# Pintor de Epelio

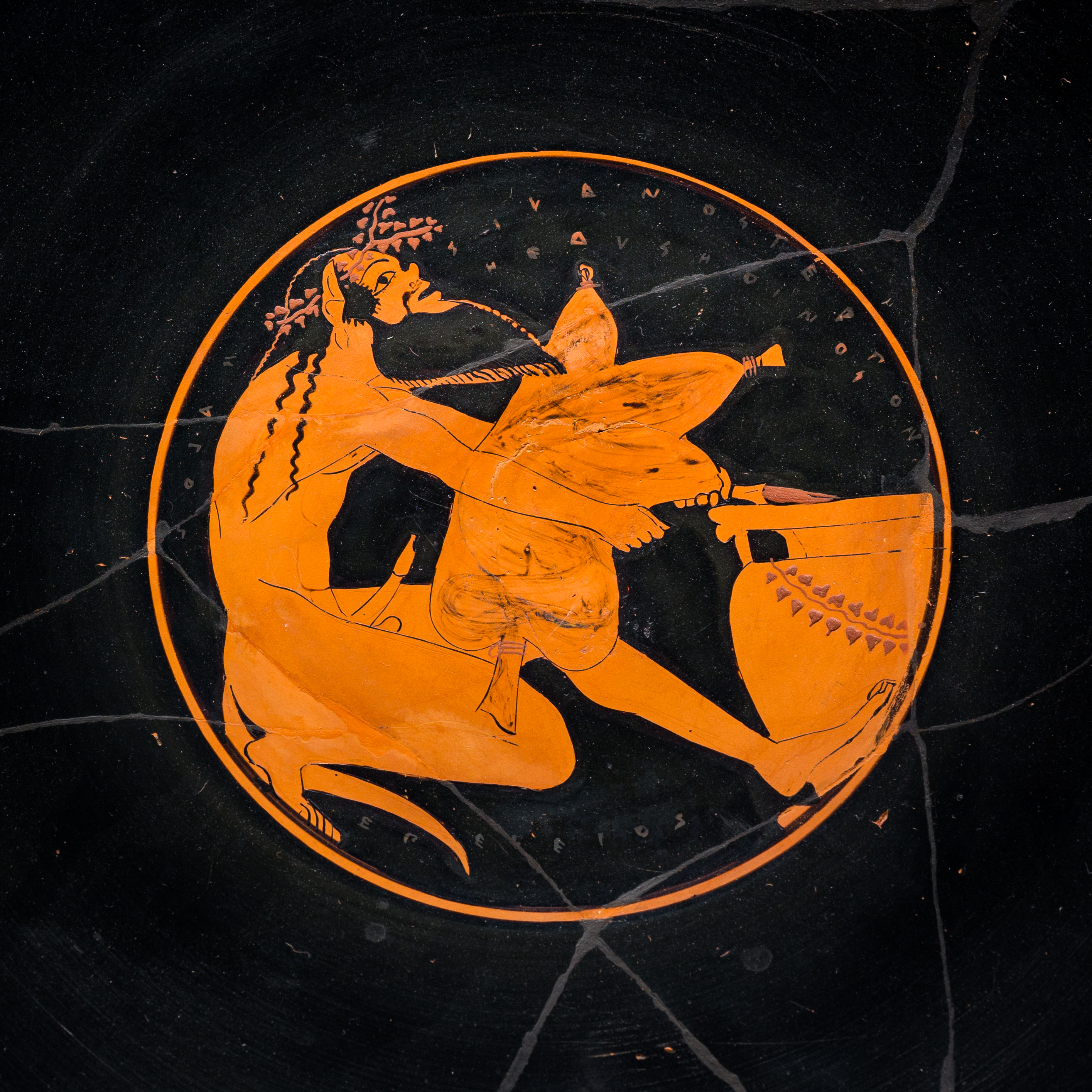
Tondo del vaso de Múnich con el sátiro Terpón.

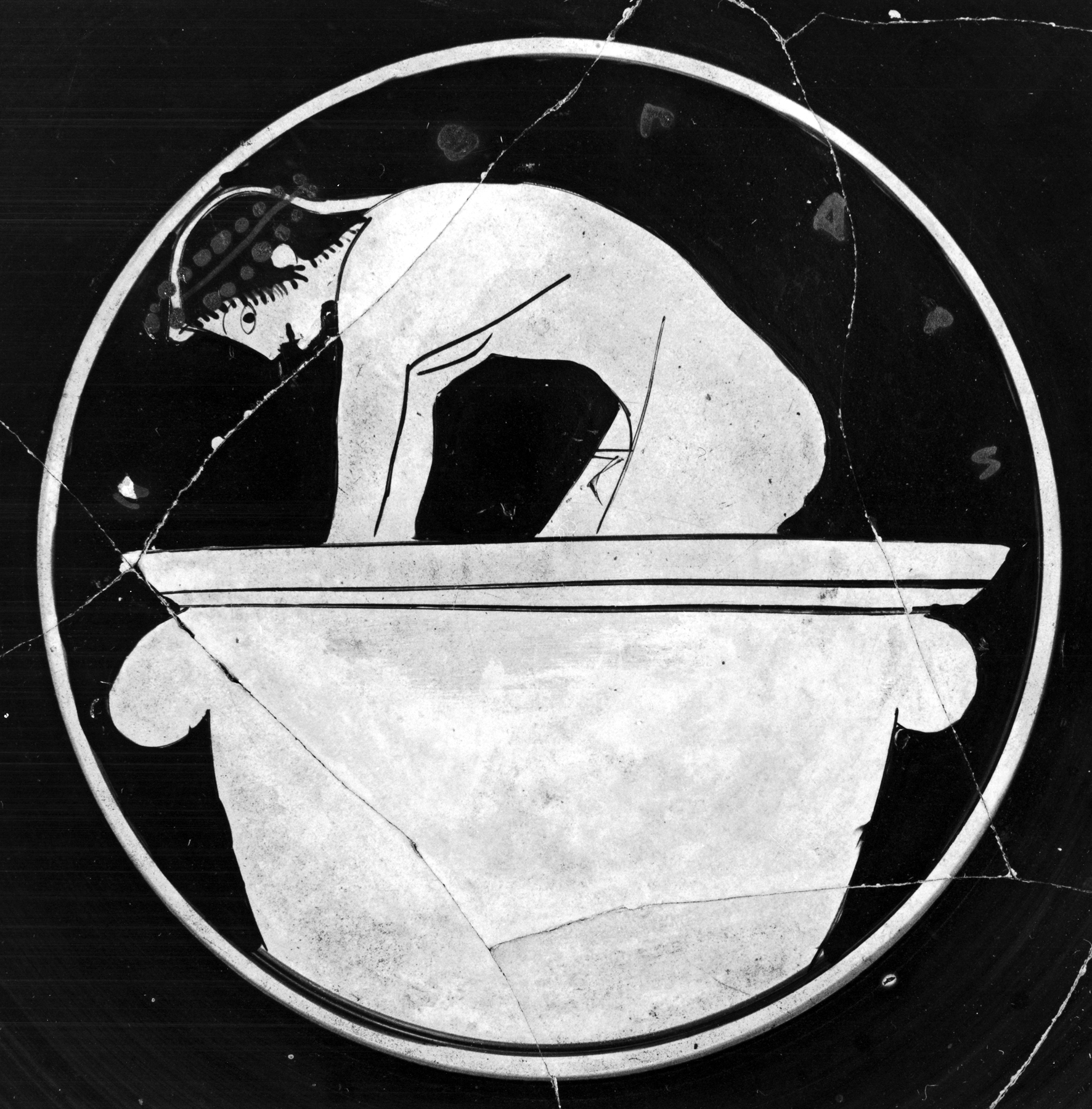
Jóvenes a la izquierda bañándose y en el tondo del kílix un joven en una crátera de campana. Alrededor de su cabeza hay una corona.

El Pintor de Epelio fue un pintor griego de vasos que trabajó en Atenas a finales del siglo VI a. C.
Fue uno de los primeros pintores de kílices de figuras rojas. Se estima que su período creativo se sitúa entre el 530 y el 500 a. C. Se le considera un pintor de vasos de tercera categoría, pero fue bastante productivo. John Beazley lo asigna al Ala de los Coares, que utiliza para describir a los pintores de vasos de tercera categoría de la época. El nombre del pintor de Epelio no se ha transmitido, por lo que Beazley, que reconoció y definió su firma artística dentro del gran cuerpo de cerámica pintada antigua que se ha transmitido, lo distinguió con un nombre convenido. Sus pinturas a menudo muestran deportistas individuales o escenas de palacio con varios deportistas así como guerreros; sus cuadros de temas dionisíacos son particularmente llamativos e imaginativos.
Tanto él como el Pintor de Evérgides, trabaja al estilo del maestro Epicteto, pero sin llegar a su clase o incluso a las habilidades del Pintor de Eérrgides. Sus obras a menudo dan la impresión de ser copias en bruto de las obras del Epicteto. Varios vasos han sido catalogados como obras con elementos evergídicos y epeliales debido a sus detalles gráficos. Decoró algunas copas de ojos con paletas de abanico, que estaban fuera de moda en ese momento, lo que sugiere que parece ser un pintor de vasos más antiguo que sus colegas. Al igual que otros pintores de su círculo, ocasionalmente coloca declaraciones en la boca de sus figuras, como en el tondo (cuadro interior) de una copa a los sátiros hedys hoinos -el vino es dulce- que también se denomina terpón por una inscripción.